# Refugie van Tongerlo

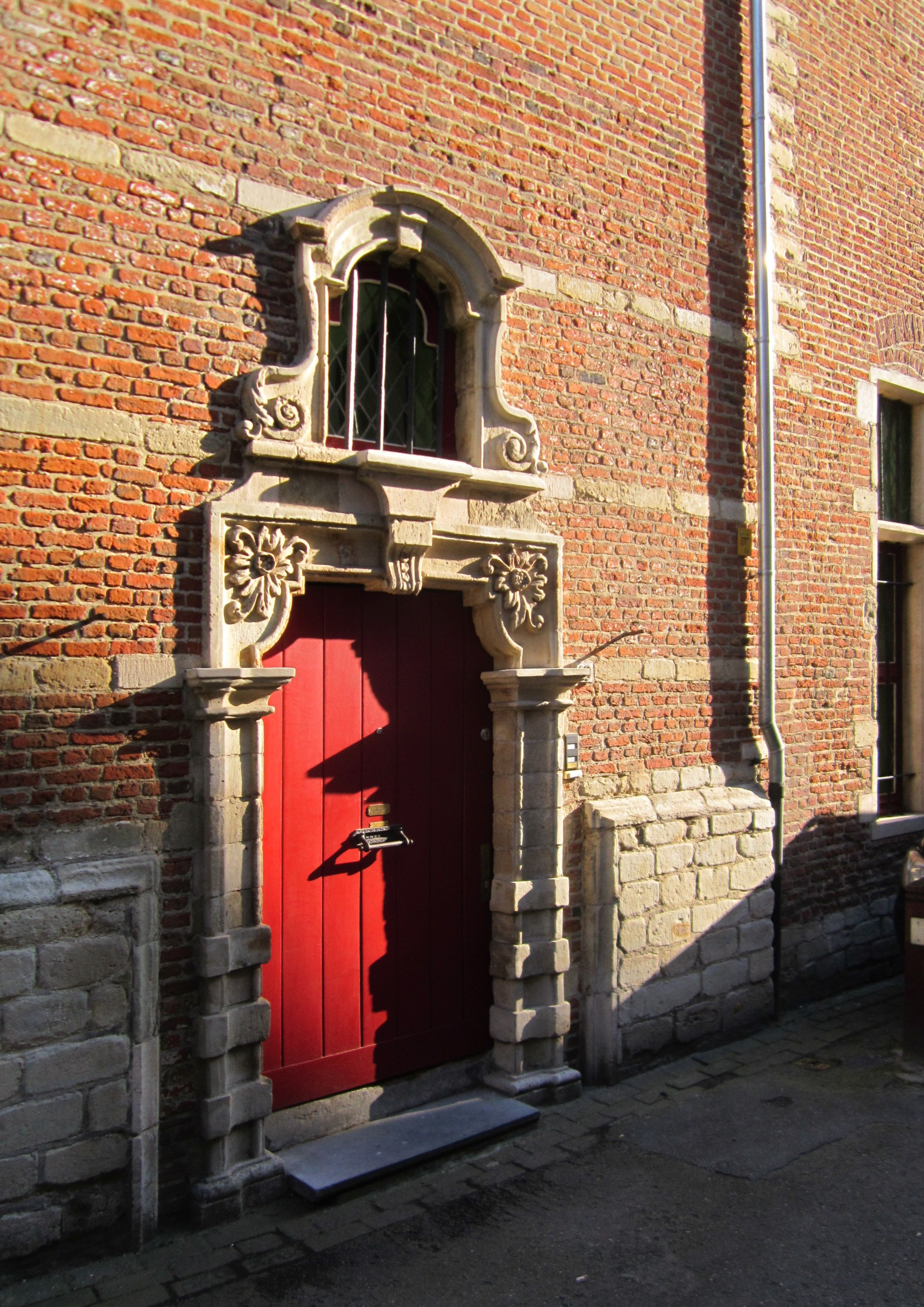
Barokke zijpoort van de refugie (17e eeuw)

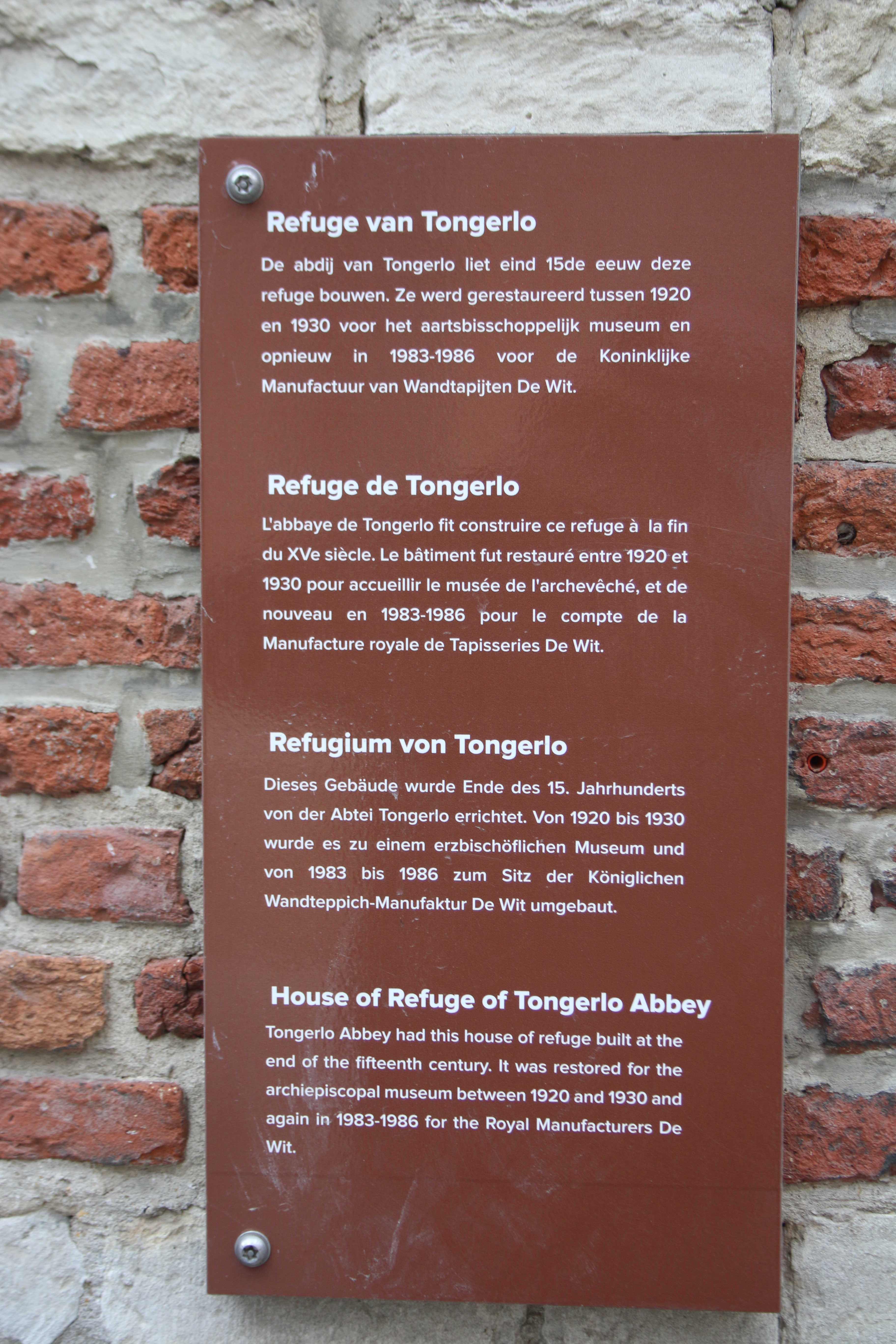

De refugie van Tongerlo is een 15e-eeuws gebouw in de Belgische stad Mechelen dat toebehoorde aan de norbertijnerabdij van Tongerlo en tegenwoordig wordt ingenomen door de Koninklijke Manufactuur van Wandtapijten De Wit. Het ligt op de hoek van de Schoutetstraat en de Kanunnik De Deckerstraat. 

## Geschiedenis
De norbertijnen bezaten refuges in 's-Hertogenbosch, Baast, Leuven, Breda, Lier, Tienen, Diest, Herentals en Duffel. De Mechelse vestiging gaat terug tot 1482. In dat jaar  kocht abt Werner van Halleer een drietal panden aan om er een nieuwe huis te laten oprichten, mogelijk door Antoon I Keldermans (1483-84). In de periode 1637-40 vonden de monniken er een veilig heenkomen toen hun abdij belaagd werd vanuit het noorden. 
In de Franse tijd werd vermoedelijk de kapel afgebroken en werd de refugie, bij de opheffing van de abdij in 1797, tot nationaal goed verklaard. Tijdens de regering van Napoleon werd het gebouw omgevormd tot een rijkswachtkazerne. Die functie behield het tot 1904. Men achtte het onderkomen gebouw toen rijp voor de sloop, maar de provincie bracht redding en liet het restaureren. Van 1933 tot 1961 deed de refugie dienst als aartsbisschoppelijk museum. Sinds 1985 heeft de Koninklijke Manufactuur van Wandtapijten De Wit er haar intrek genomen.

## Beschrijving
Het bakstenen gebouw is doorspekt met de traditionele zandsteenlagen. De noordgevel heeft een achthoekige traptoren en een kleinere, vierkante toren onder tentdak. Kenmerkend zijn verder de kruisvensters en de zijtrapgevels.
Binnen bevinden zich de technische ruimten van manufactuur De Wit en een vijftal toonzalen.